# 송성환
송성환(宋誠桓, 1970년 1월 18일 ~ )은 대한민국 전라북도의회 의원이다.

## 학력
- 전주완산초등학교 졸업
- 완산중학교 졸업
- 전주신흥고등학교 졸업
- 우석대학교 법학 학사
- 전북대학교 행정대학원 지방자치학과 석사

## 경력
- 2010.07 ~ 2014.03: 제9대 전라북도 전주시의회 의원
  - 2012.07 ~ 2014.03: 제9대 전라북도 전주시의회 후반기 문화경제위원회 위원장
- 2014년 7월 1일 ~ 2018년 6월 30일: 제10대 전라북도의회 의원
  - 2014.07 ~ 2016.06: 제10대 전라북도의회 전반기 행정자치위원회 위원
  - 2016.06 ~ 2016.12: 제10대 전라북도의회 후반기 행정자치위원회 위원장
- 2018년 7월 1일 ~ 2021년 10월 28일: 제11대 전라북도의회 의원
  - 2018.07 ~ 2020.06: 제11대 전라북도의회 전반기 의장

## 논란

### 뇌물수수
2016년 9월 도의회 행정자치위원장 재직 시절, 동유럽 해외연수를 주관했던 여행사 대표로부터 현금 650만 원과 1,000유로 등 총 775만 원을 받은 혐의(뇌물수수)로 기소되어 2020년 10월 21일 전주지법에서 열린 1심에서 징역 4월, 집행유예 1년, 벌금 2,000만 원, 추징금 775만 원을 선고받았다. 2021년 7월 22일 전주지법에서 열린 2심에서 원심이 유지되었다. 2021년 10월 28일 대법원에서 원심이 확정되어 의원직을 상실하였다.

## 역대 선거 결과
|  | 26.06% |

|  | 65.94% |

|  | 81.37% |